# 198
Cette page concerne l'année 198  du calendrier julien. Pour l'année 198 av. J.-C., voir 198 av. J.-C. Pour le nombre 198, voir 198 (nombre).
L'année 198 est une année commune qui commence un dimanche.

## Événements
- 28 janvier : après la prise et le sac de la capitale des Parthes Ctésiphon, Septime Sévère prend le titre de Parthicus Maximus, le jour du centième anniversaire de l'accession de Trajan. Caracalla, fils de Septime Sévère, est associé au pouvoir comme Auguste. Son frère Geta est associé comme César[1].
- Février/mars (date probable) : Septime Sévère se retire de l'autre côté du Tigre avec son butin, traverse le désert, marche contre les Arabes en Haute Mésopotamie, assiège Hatra qui résiste ; il rentre en Syrie et réorganise la frontière orientale, créant une province de Mésopotamie avec Nisibe pour capitale ;  deux légions nouvelles, la première et la troisième Parthica, sont formées pour en constituer la garnison permanente. Tiberius Claudius Subatianus Aquila, Numide de rang équestre, en devient premier gouverneur[2]
- Automne (date probable) : Septime Sévère remet le siège devant Hatra ; la ville capitule et devient vassale de Rome, acceptant une garnison romaine[2].

## Décès en 198
- Gao Shun, officier militaire chinois.